# Phalera philonica
Phalera philonica är en fjärilsart som beskrevs av Stauder. 1923. Phalera philonica ingår i släktet Phalera och familjen tandspinnare. Inga underarter finns listade i Catalogue of Life.